# Pepita Laguarda Batet
Pepita Laguarda Batet (Barcelona, 1919 - Grañén, 1 de setembre de 1936) va ser una militant anarquista catalana. Incorporada a les files llibertàries el 1936, sense haver complert la majoria d'edat, va morir a Osca als disset anys, lluitant contra les forces revoltades que controlaven la ciutat.
Pepita Laguarda vivia al barri de Santa Eulàlia a l'Hospitalet de Llobregat, i es va incorporar a les files anarquistes contra l'opinió de la seva família. Així doncs, va haver d'escapar de casa per poder agafar les armes. Es va unir a la Columna Ascaso i va marxar cap al front d'Aragó.
Les cròniques de l'època la descriuen amb una personalitat entusiasta i valenta, que en tot moment va saber mantenir l'enteresa i presència d'ànim, fins i tot en el moment de la seva mort.
Al moment de ser ferida, a les 5 h del matí de l'1 de setembre, ja feia diverses hores que participava en el combat. Va ser traslladada primer a l'hospital de Vicién, on li van aplicar les primeres cures, i posteriorment a l'Hospital de Sang de Grañén, on va morir a les 9:30 h.
El seu company sentimental, Juan López Carvajal, qui s'havia allistat com a voluntari, va ser qui va escriure la carta notificant el decés a la premsa.